# لوا گتسینگر
لوییز آرورا گتسینگر ( ۱ نوامبر ۱۸۷۱- هوم، نیویورک- ۲ مه ۱۹۱۶، قاهره، مصر)، که به نام لوا شناخته می‌شود، از اولین زنان غربی پیرو آئین بهائی بود که در ۲۱ ماه مه ۱۹۸۷ بهائی شد.